# Скрипник Тетяна Олексіївна
Скрипник Тетяна Олексіївна (*19 січня 1923, Лисянка Черкаської області — 20 січня 2002, Харків) — українська вчена , кандидатка історичних наук, доцентка, книгознавиця, бібліотекознавиця, завідувачка кафедри бібліотекознавства Харківського державного інституту культури. Авторка книги «Життя прожити — не поле перейти».

## Життєпис
У 1940 році закінчила Лисянську середню школу. Вступила до Харківського планово-економічного університету, не закінчила через введення плати за навчання. Взимку 1940 року пішла на курси піонервожатих та вчителів фізкультури у м. Черкаси. З початком німецько-радянської війни повернулась додому та одразу поїхала в евакуацію в Донецьк. У вересні 1941 року евакуювалась на Урал. Працювала на азотно-туковому комбінаті у воєнізованій охороні у м. Березняки (поблизу Полярного кола). Через проблеми з житлом змушена була переїхати на Алтай, де вчилась у рахівника та працювала у шахті. У червні 1943 року за комсомольським набором була призвана в армію. Навчалася в Ярославському інтендантському училищі та була направлена в розпорядження штабу 1-го Білоруського фронту начфіном стрілецького полку. У квітні 1946 була демобілізована.
Вступила на третій курс Теребовлянського бібліотечного технікуму (Тернопільська обл.). Закінчила його на відмінно і була направлена до Харківського бібліотечного інституту. Водночас вступила на заочне відділення історичного факультету Харківського державного університету, який згодом залишила. У 1951 році отримала диплом з відзнакою ХДБІ і залишилась працювати викладачем на кафедрі бібліотекознавства. Читала курс «Історія книги». Розробила низку тем з історії видавничої справи, історії преси, поліграфії. Брала участь у роботі республіканських та союзних конференцій, сесії ІФЛА в Софії. З 1976 року ― доцент кафедри бібліографознавства та книгознавства. Науковиця входила до складу Ради з координації науково-дослідної роботи в галузі бібліотекознавства і бібліографії та історії книги при Міністерстві культури УРСР, брала участь у роботі комісії з історії книги при ЦНБ АН УРСР (нині Національна бібліотека України імені В. І. Вернадського), редколегії міжвідомчого науково-методичного збірника «Бібліотекознавство і бібліографія», ради інституту. У 1969 році захистила кандидатську дисертацію «Комунистическая партия —организатор издательского дела на Украине (1917–1920 гг.)» ( науковий керівник — професор К. К. Шиян) при Харківському державному університеті.
Нагороджена орденами і медалями за участь у Німецько-радянській війні та успіхи у праці. Педагогічну діяльність продовжувала і після виходу на пенсію. Розробила і викладала курс «Історія української книги». 
Пішла з життя 20 січня 2002 року у Харкові.

## Публікації
- Скрипник Т. О. Початковий період видавничої діяльності Всевидаву України (1918–1920) // Бібліотекознавство і бібліографія : зб. ст. — Харків, 1964. ― Вип. 1. ― С. 134–146.
- Скрипник Т. О. До історії радянської преси (1918–1920 рр.) // Укр. істор. журн. ― 1970. ― №7. ― С. 88–91.

- История библиотечного дела на Украине (1917–1932 гг.) : учеб. пособие / З. В. Гимальдинова, Н. Я. Фридьева, Ф. А. Ещенко, Т. П. Самойленко, И. В. Демкин, Т. А. Скрипник ; под ред. Т. А. Скрипник ; М-во культуры УССР, Харьк. гос. ин-т культуры. — Харьков, 1975. — 208 с.
- Скрипник Т. О. Історія книги : учб.-метод. посіб. / Т. О. Скрипник ; М-во культури УРСР, Харків. держ. ін-т культури. — Харків : ХДІК, 1973. — 120 с. — 1000.
- Основы книговедения : учеб.-метод. пособие. ― Харьков, 1980. ― 178 с.
- Скрипник Т. О. Становлення видавничої системи в Українській РСР // Теорія та історія радянської книги на Україні : зб. наук. праць. — Київ, 1983. ― С. 62–82.
- Скрипник Т. Висвітлення розвитку вітчизняного друкарства в 1917-1920 рр. (за матеріалами часопису "Книгарь") / Т. Скрипник // Вісн. Кн. палати. — Київ, 1998. — № 8. — С. 30–32.
- Скрипник Т. О. Життя прожити - не поле перейти / Т. Скрипник. — Харків : Просвіта, 2003. — 87 с.